# Scomparsa (miniserie televisiva)
Scomparsa (Disparue) è una miniserie televisiva francese, co-prodotta dall'azienda di produzione francese AT-Production e la televisione belga RTBF; trasmessa in Belgio dal 19 aprile al 10 maggio 2015 su La Une e in Francia dal 22 aprile al 13 maggio 2015 da France 2.
In Italia, la serie è stata trasmessa su Canale 5 dal 3 al 24 agosto 2016, ogni mercoledì, per 4 settimane.
La miniserie è ispirata alla serie spagnola Desaparecida del 2007; però i personaggi, in particolare la madre, e le scene dove è coinvolta la polizia sono differenti.

## Trama
Léa Morel, una ragazza di 17 anni è scomparsa la sera del Festival della Musica di Lione, mentre era in compagnia della cugina/migliore amica Chris. La sua famiglia è sconvolta, il padre Julien va in cerca di lei, la madre Florence sta cercando di tenere duro e il fratello maggiore Thomas si sente colpevole per non averla accompagnata a casa. Il comandante Molina, appena arrivato in città, viene incaricato di trovare la ragazza; nelle ricerche quest'ultimo verrà affiancato dall'ispettrice Camille Guérin. Le ricerche faranno emergere una personalità della ragazza molto più complessa e misteriosa di quanto previsto, avvolta fra numerosi segreti.

## Puntate
| nº | Titolo originale | Prima TV Belgio | Prima TV Italia |
| -- | ---------------- | --------------- | --------------- |
| 1  | Épisode 1        | 22 aprile 2015  | 3 agosto 2016   |
| 2  | Épisode 2        | 22 aprile 2015  | 3 agosto 2016   |
| 3  | Épisode 3        | 29 aprile 2015  | 10 agosto 2016  |
| 4  | Épisode 4        | 29 aprile 2015  | 10 agosto 2016  |
| 5  | Épisode 5        | 6 maggio 2015   | 17 agosto 2016  |
| 6  | Épisode 6        | 6 maggio 2015   | 17 agosto 2016  |
| 7  | Épisode 7        | 13 maggio 2015  | 24 agosto 2016  |
| 8  | Épisode 8        | 13 maggio 2015  | 24 agosto 2016  |